# Le Juif polonais (film)
Pour plus de détails, voir Fiche technique et Distribution.
Le Juif polonais est un film français réalisé Jean Kemm, sorti en 1931.
Il s'agit d'une adaptation du drame d'Erckmann-Chatrian.

## Synopsis
C'est l'histoire dramatique d'un assassinat pour des raisons d’argent. L’aubergiste Mathias (joué par Harry Baur), maire respecté d’un village alsacien, se révèle être un assassin et un hypocrite qui, pour asseoir sa réputation, marie sa fille avec un brigadier. Satisfait de ces derniers actes, il fait un cauchemar où il se voit interrogé par la justice. Apoplectique, il ne se réveillera pas.
Certes la morale est sauve : d’autres Mathis surgiront, accaparant les biens d'autrui sans que la justice ne vienne les arrêter, sans que cela ne se sache dans l’immédiat, comme cette histoire où les enfants de l’aubergiste ignoreront les forfaits de leur père. La première discrimination fut le rejet de l’autre : l’étranger, le communiste, l'homosexuel, l'anarchiste et, évidemment, le Juif.

## Fiche technique
- Titre : Le Juif polonais
- Réalisation : Jean Kemm
- Scénario : Pierre Maudru, d'après la pièce d'Émile Erckmann et Alexandre Chatrian
- Photographie : Paul Cotteret, Robert Lefebvre
- Montage : Henriette Wurtzer
- Musique : Pierre Maudru, André Sablon
- Décors : Jean d'Eaubonne
- Producteur : Jacques Haïk
- Société de production : Les Établissements Jacques Haïk
- Société de distribution : Société Films Régent Archives Jacques Haïk
- Pays d'origine : France
- Format : Noir et blanc — 35 mm — 1,37:1 — Son : Mono
- Genre : Drame
- Durée : 85 minutes
- Date de sortie : 1931

## Distribution
- Harry Baur : Mathis
- Mady Berry : Catherine
- Georges La Cressonnière : Christian
- Simone Mareuil : Annette
- Lucien Dayle : Walter
- Géo Laby : Richter fils
- Louis Pré Fils : Muller
- Jules Maurier : le juif polonais
- Berthe Charmal
- Émile Vardannes

## Analyse
« En tirant un film du roman d'Erckmann-Chatrian, Jean Kemm a surtout voulu ménager, selon l'expression d'Émile Vuillermoz, un « concerto cinématographique » pour Harry Baur. Cet acteur est notre Jannings. Puisque la comparaison s'imposait, citons le verdict de René Bizet : « Harry Baur supporte tout le poids du film, magnifiquement, avec un art moins têtu, plus souple que celui de Jannings » (Pour Vous, 24 septembre 1931). (...)
Même dans les passages les plus émouvants du rôle de Mathias, Harry Baur garde un souci de la ligne artistique auquel on est heureux de rendre hommage. Grâce à lui, l'action tragique ne tombe jamais dans le mélodrame. (...)
Abstraction faite du protagoniste, le film de Jean Kemm est honnête, sans grand relief. « Peut-être, écrit René Bizet, eût-on souhaité que l'atmosphère d'angoisse fût créée plus savamment ». Le seul défaut de ce film est son asservissement à un trop timide réalisme. Pour terminer son film, Jean Kemm a imaginé une fort belle scène : nous ne voyons pas le cortège funèbre de Mathias, nous devinons son passage à travers les rues du village d'après les gestes des habitants. Comme le sujet du Juif polonais aurait gagné à être plus souvent traité sous cette forme allusive ! Par excès de conscience et de fidélité littérale, Jean Kemm lui a laissé un caractère anecdotique : c'est un drame solide; on regrette pourtant que le cinéaste ne l'ait point élevé jusqu'à la poésie d'une légende. »

— René Lalou, La Quinzaine critique des livres et des revues, 25 mai 1931